# Magnus Roosmann
Nils Magnus Roosmann (født Bjurström 11. juni 1963 i Söder i Stockholm, opvokset i Lessebo), er en svensk skuespiller. Han studerede ved Teaterhögskolan i Stockholm.
Roosmann har også indlæst lydbøger.

## Filmografi (udvalg)
- Tre kronor (tv-serie, 1994)
- Rederiet (tv-serie, 1994-1999)
- Radioskugga (tv-serie, 1995-1997)
- Beck (tv-serie, 1998)
- Livvagterne (2001)
- Kommissarie Winter (tv-serie, 2001)
- Olivia Twist (tv-serie, 2002)
- Arven (2003)
- Ondskab (2003)
- I'm Your Man (2004)
- Frøken Sverige (2004)
- Irene Huss (tv-serie, 2007)
- En rationel løsning (2009)
- Wallander (tv-serie, 2009)
- Maria Wern (tv-serie, 2011)
- Någon annanstans i Sverige (2011)
- Johan Falk (filmserie, 2012-2015)
- Skumringstimen (2013)
- LasseMajas Detektivbureau: Von Broms hemmelighed (2013)
- Mig ejer ingen (2013)
- Gåsmamman (tv-serie, 2015-2016)
- Gentlemen & Gangsters (tv-serie, 2016)
- Sthlm Rekviem (tv-serie, 2018)
- Quick (2019)
- Young Royals (tv-serie, 2021-2024)
- Maskineriet (tv-serie, 2022)
- Hændelser ved vand (tv-serie, 2023)
- Shadow Island (2023)